# شجرة تولي

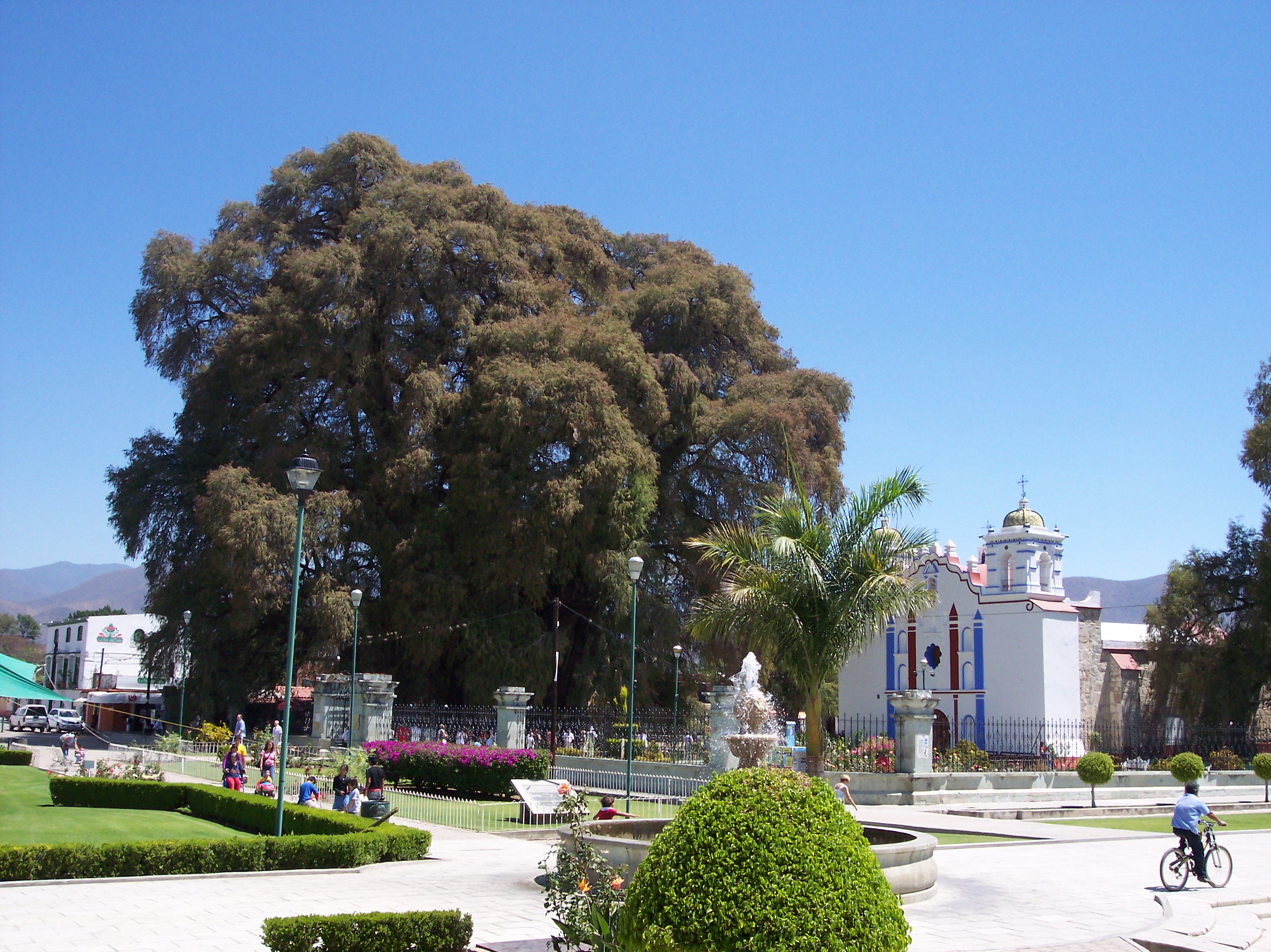
شجرة تولي أعلى من الكنيسة المجاورة (مارس 2006)، بالمكسيك.

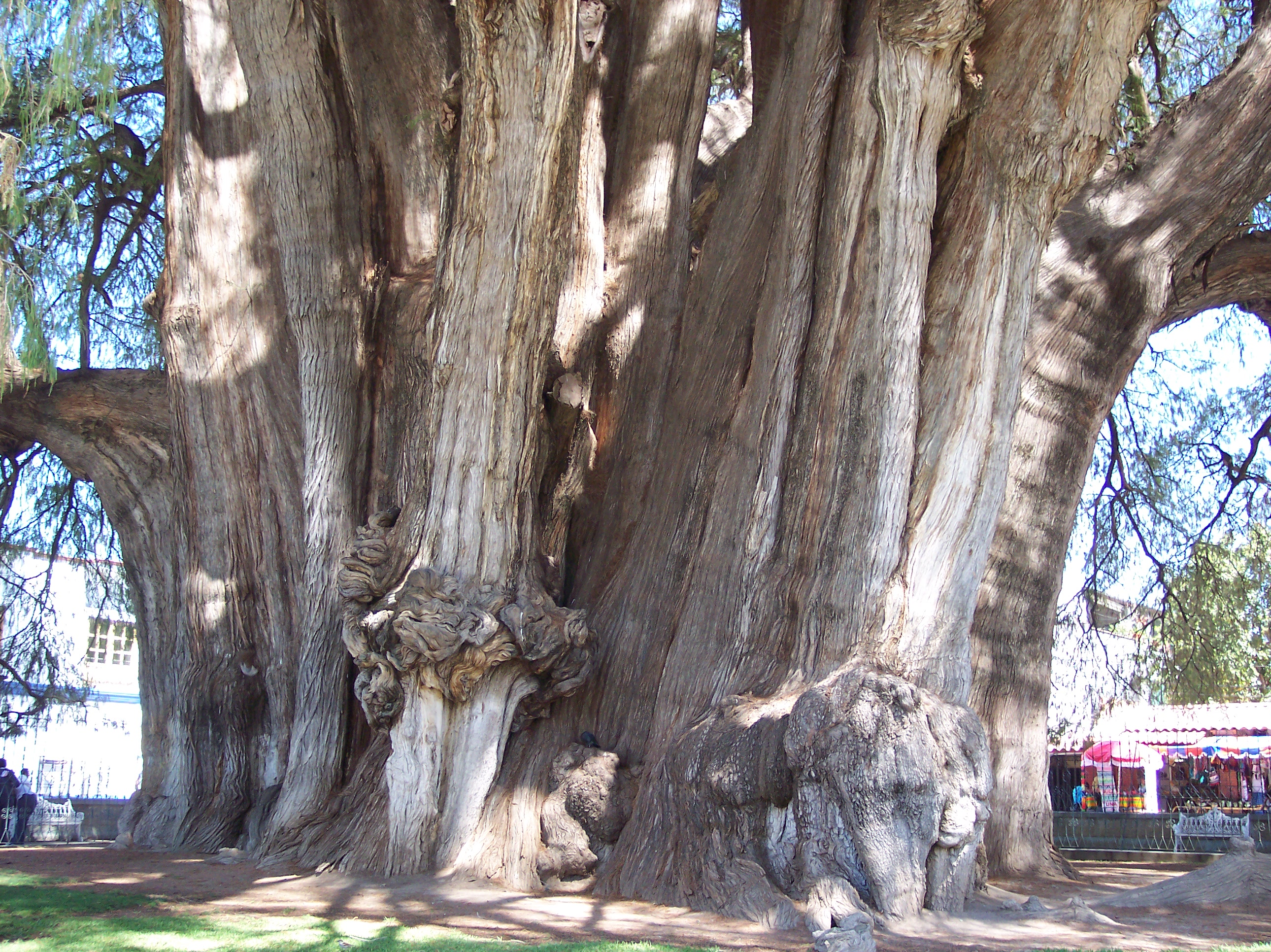
جذع شجرة تولي في عام 2006

شجرة تولي أو اربول دي تولي Árbol del Tule ، هي شجرة عمرها بين 1400 - 1600 سنة من نوع سرو مستنقعات المكسيكية.

## مواصفاتها
يبلغ جذع قطر شجرة تولي مابين 5 و 14 متر هي بذلك أضخم جذع شجرة في العالم. وطبقا لمعلومات المصلحة المكسيكية للبيئة SEDUE يصل ارتفاع شجرة تولي مابين 41 و85 متر ويبلغ وزنها تقريبا 11 طن.
يبلغ قطرها فوق الأرض مباشرة 46 متر. وعندما شرعت المصلحة في تقليم الأجزاء الميتة منها في عام 1996 تجمع منها نحو 10 أطنان من النفايات والقشور.

## تواجدها
توجد شجرة تولي في مدينة سانتا ماريا دل تولي في ولاية أوكساكا بالمكسيك. وهي من أكبر الكائنات الحية على الأرض.

## قصص اسطورية
تقص أسطورة من شعب الزابوتيك أن تلك الشجرة قد قام بزرعها أحد كهنة الأزتيك (الهنود الحمر) يدعى «بيخوخا» قبل نحو 1400 سنة. وكانت الشجرة تقع بالقرب من معبد مقدس قديم، وبعد ذلك قامت الكنيسة الكاثوليكية ببناء كنيسة بجوارها تفوق ارتفاع الكنيسة القديمة. ولا يزال الهنود الحمر يقدسون هذه الشجرة فهي تعتبر بالنسبة لهم رمز للطبيعة واستمرار الحياة.

## موت بطيء
عام 1990، أعلن أن الشجرة تموت ببطء لأن جذورها تموت بفعل نقص المياة والتلوث وحركة السير في المحيط، حيث يقدر عدد المركبات التي تمر في الطريق المجاور بـ 8000 مركبة يومياً.

## صور

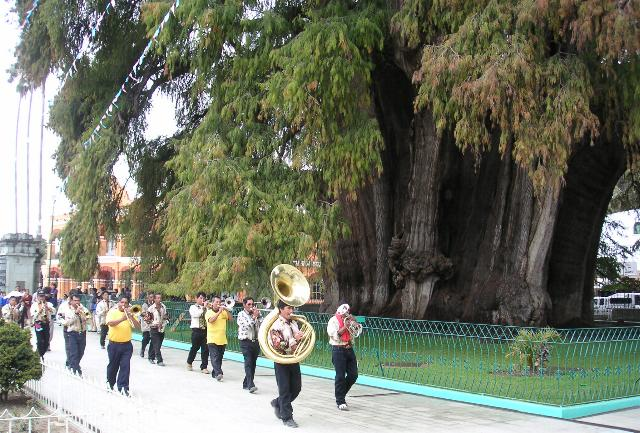
شجرة تولي بالمكسيك ، أضخم جذع شجرة في العالم
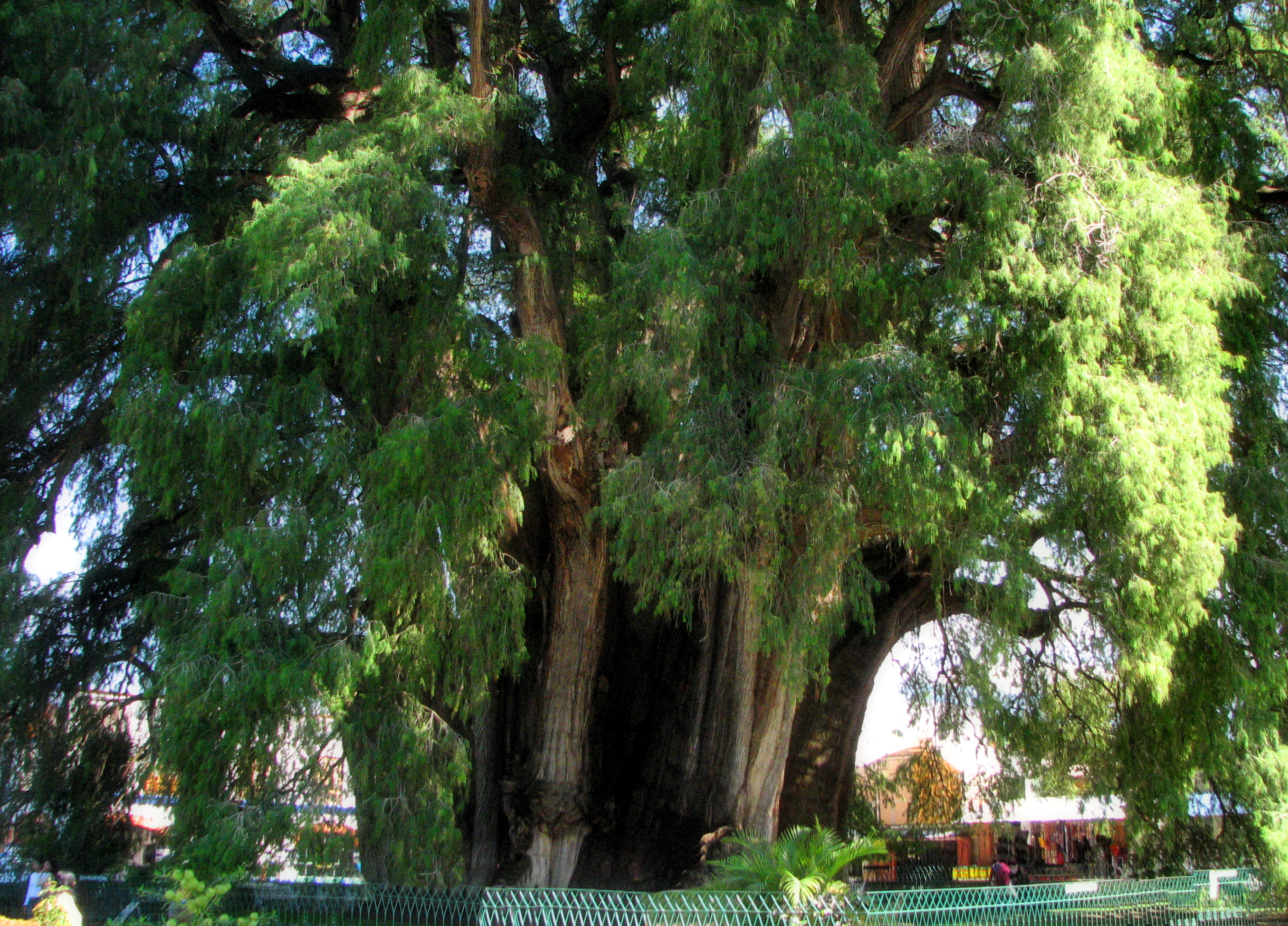
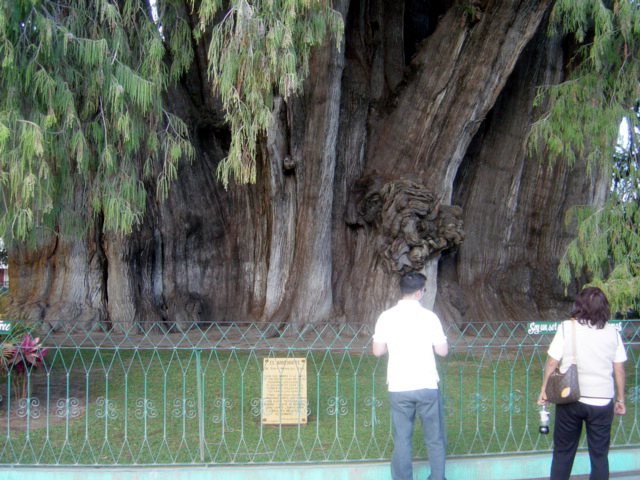
الجذع
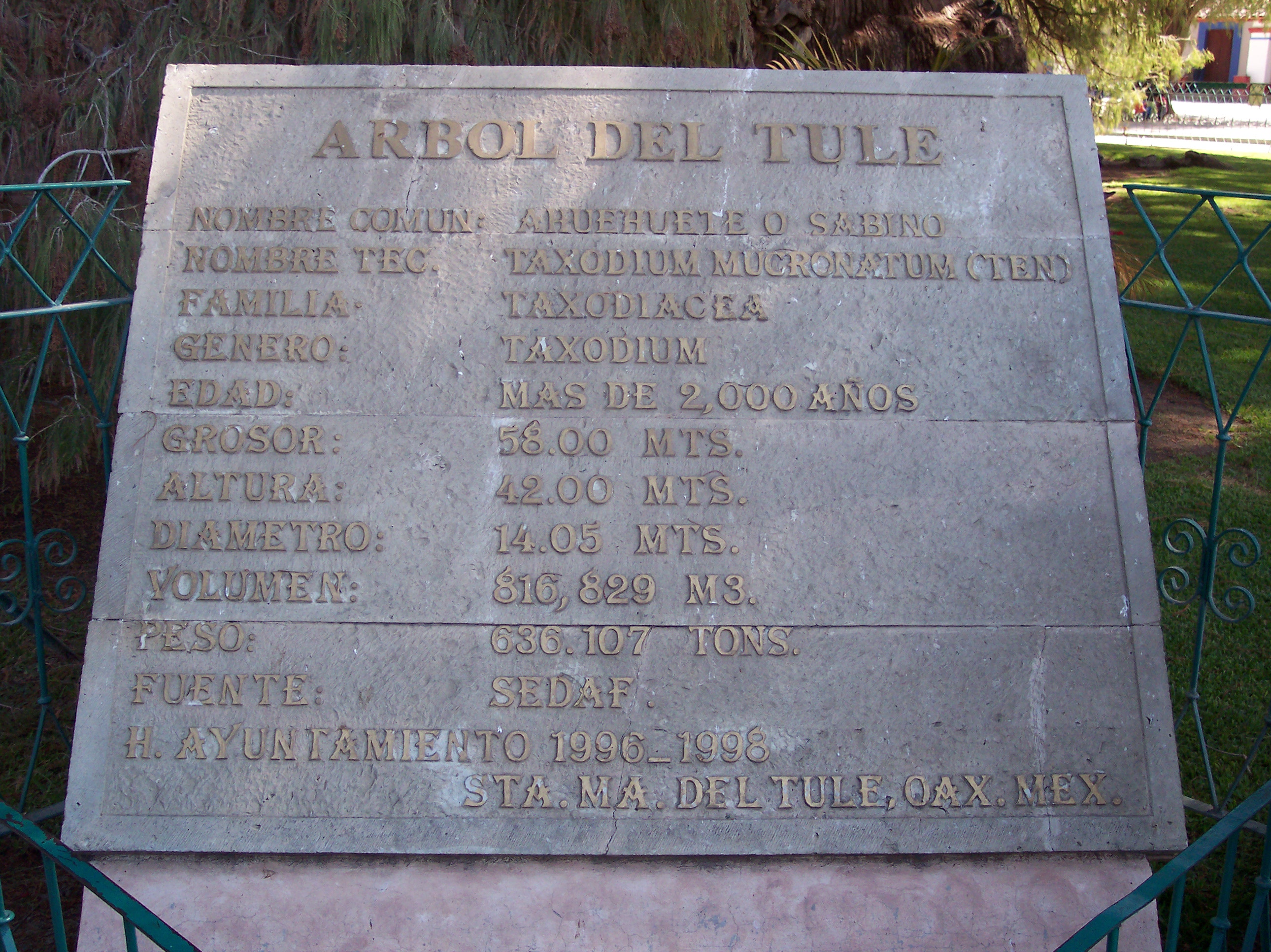
لوحة تصف مقاييس شجرة تولي
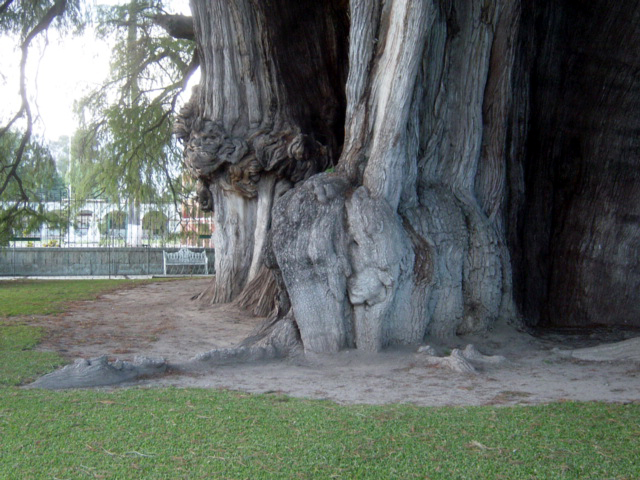
تفاصيل الجذع
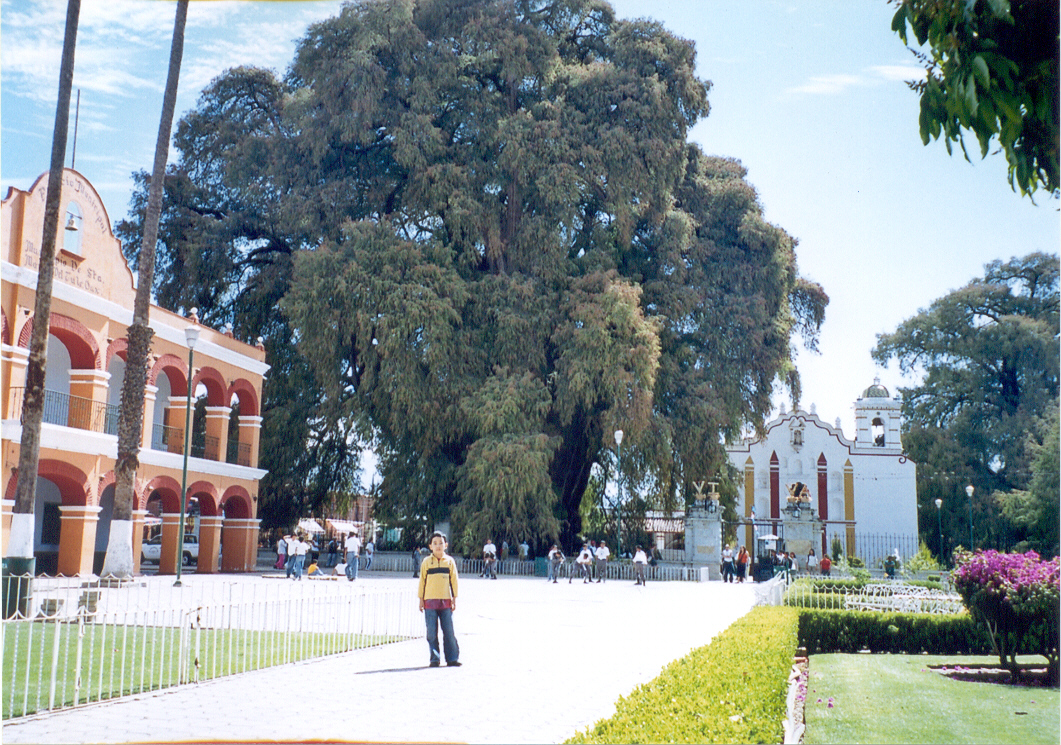
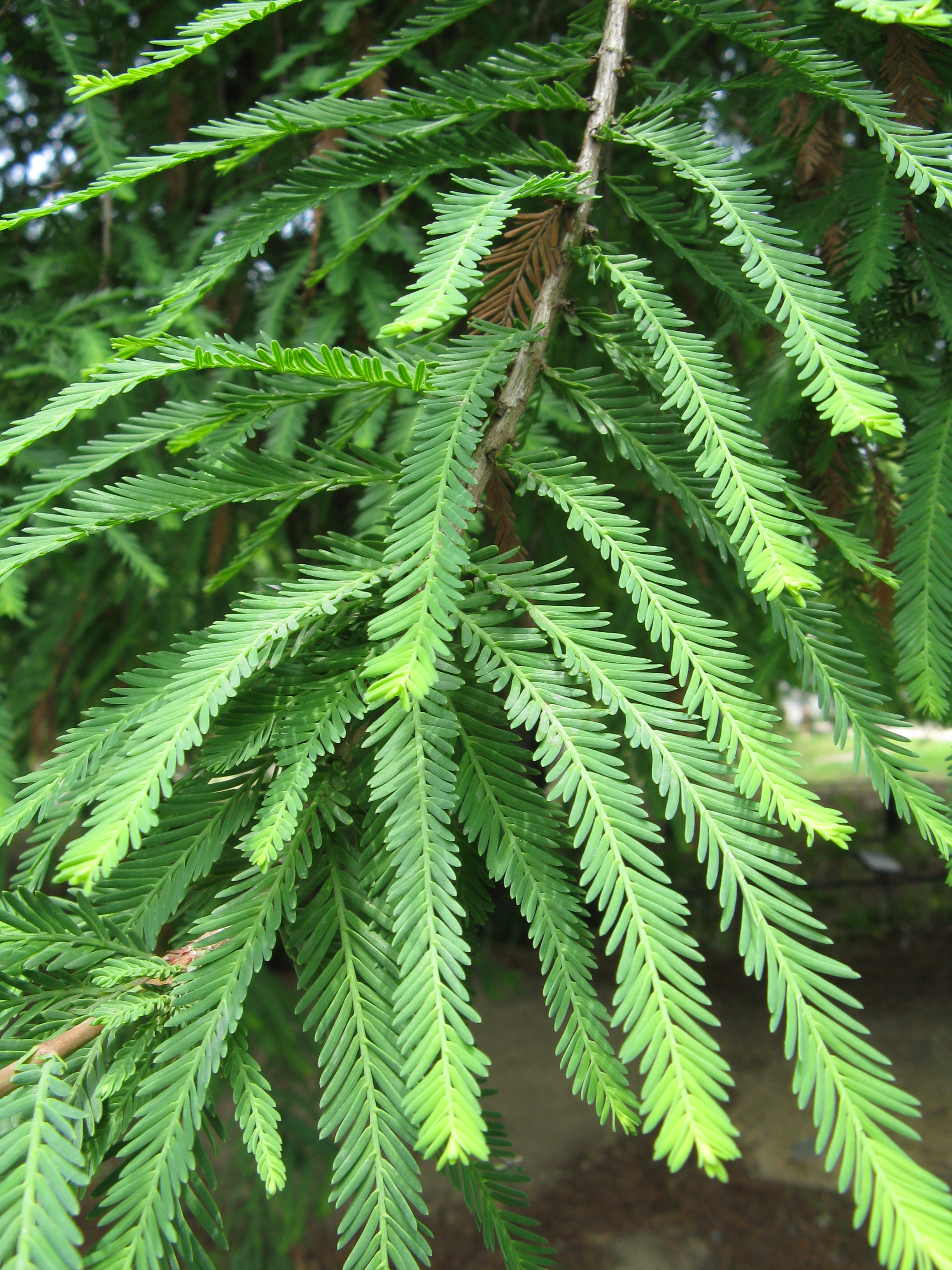
شكل الأوراق

## اقرأ أيضا
- شجرة
- شجرة الماموث